# Rudolf Gabriel Manuel

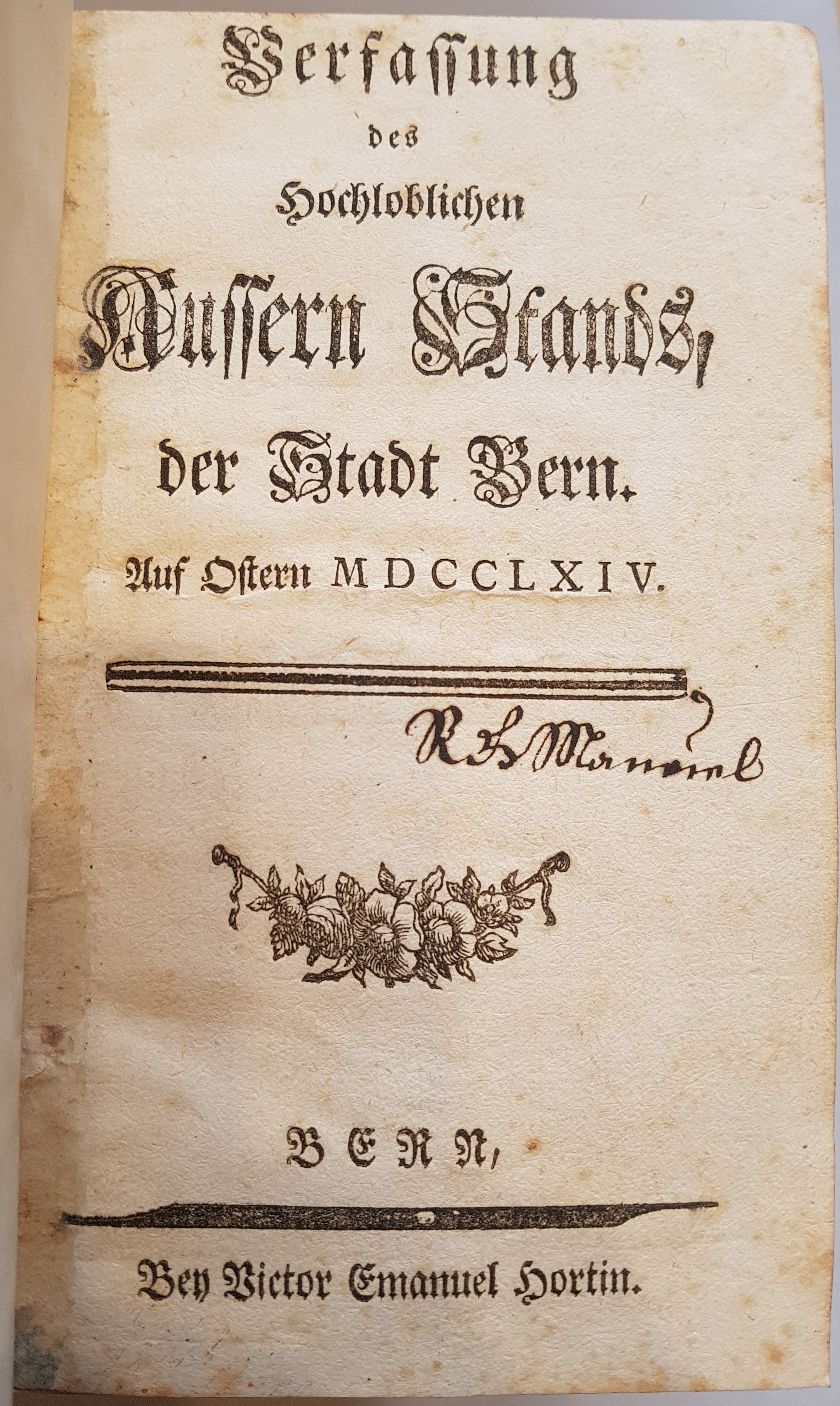
Verfassung des hochloblichen Aussern Stands der Stadt Bern [...], aus dem Besitz von Rudolf Gabriel Manuel (1764)

Rudolf Gabriel Manuel (* 3. April 1749 in Bern; † 16. Oktober 1829 ebenda) war ein Schweizer Historiker und Volkswirt. 
Manuel wurde 1771 Unterlehenskommissar, 1783 Welschoberlehenskommissar und 1785 Berner Grossrat, was er später erneut 1816 wurde. 1798 floh er vor den Franzosen nach Stuttgart und machte Konkurs.
Er befasste sich mit Geschichts- und Naturwissenschaften, war Mitglied der Ökonomischen und der Naturforschenden Gesellschaft und veröffentlichte 1805 eine Mineralogische Beschreibung der Gegend von Hohentwyl. Zurück in Bern ab 1816 befasste er sich mit Alpwirtschaft und Käserei, und er verfasste 1828 die Abhandlung Bemerkungen über die ältern und neuern Preise […] (von A.G. Roth 1973 herausgegeben).